# Szlavóniai hercegség

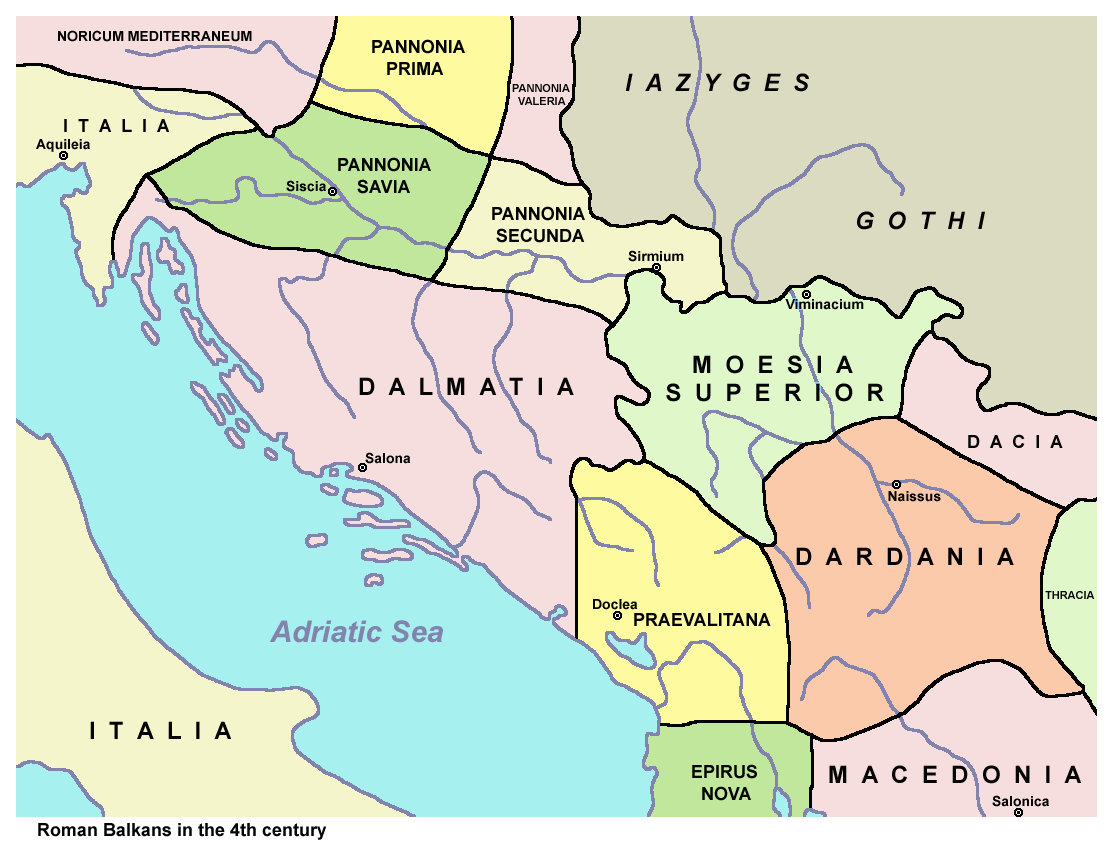
Pannonia Savia a 4. században

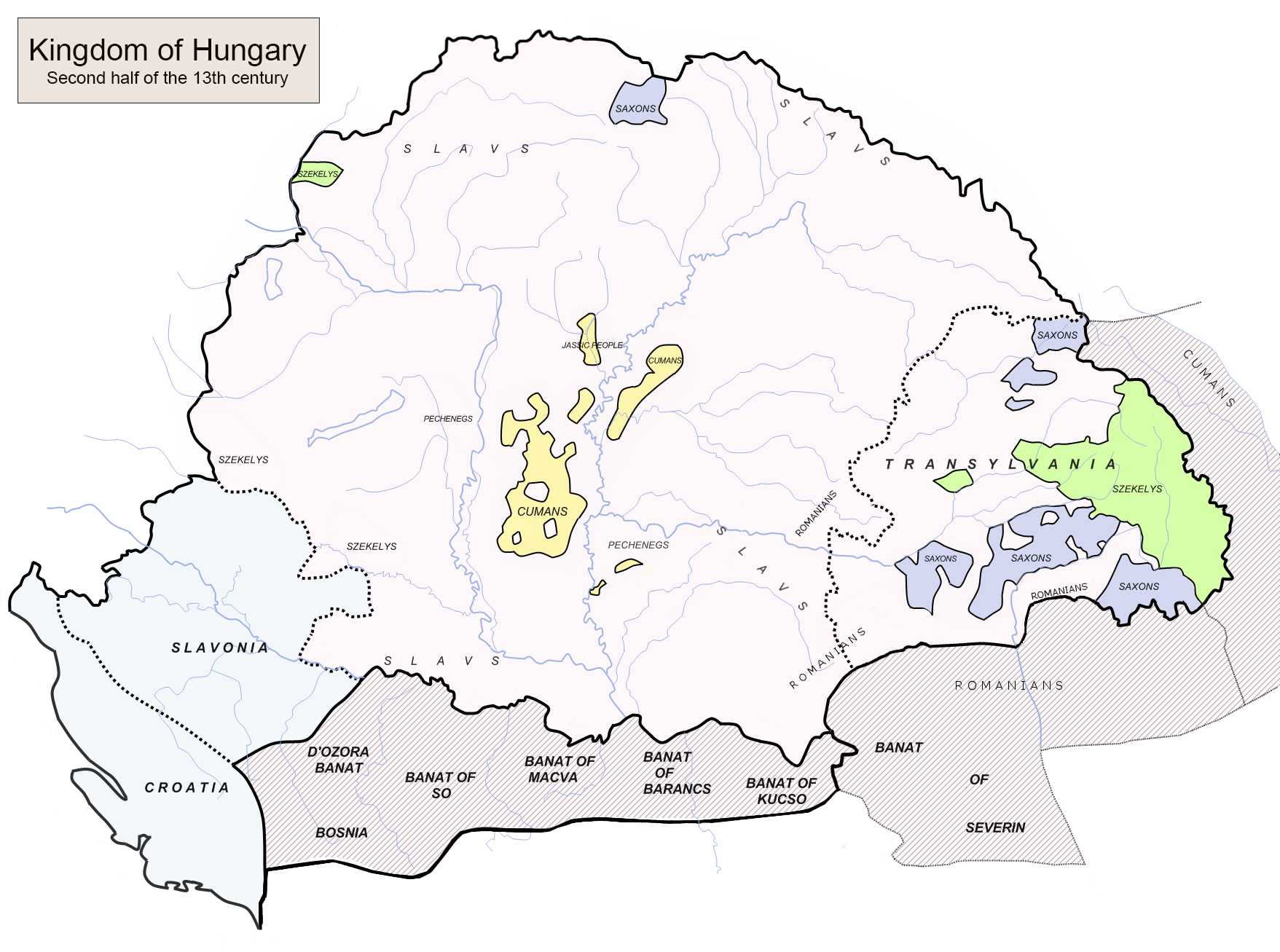
A Dráva–Száva közének keleti része és a Szerémség sem a Karoling-korban, sem a 10. századtól kezdve nem tartozott Szlavóniához. A térképen "Szlavónia" jelöli a Szlavón bánságot, a Magyar Királyság egyik tartományát.

A Szlavóniai hercegség az Avar Birodalom bukása után a Frank Birodalom részterülete volt a Drávától délre és a Száva mentén a régi római Pannonia Savia provincia területén. Lakossága az avarok által ide telepített szláv törzsekből („tótok”, pl. karantánok) állt.  Az avar fennhatóságot az avarokat a 8–9. század fordulóján legyőző Frank Birodalom fennhatósága követte a 9. században.
A 810-es évektől a terület vezetői a szlávok közül kerültek ki, székhelyük a Száva-menti Sziszek volt. A lakosságot a Keleti Frank Királyságnak engedelmeskedő hercegek (duxok), illetve grófok (comesek) irányították, sziszeki központtal.

## Története
A római és longobárd uralom után az avarok és szláv segédcsapataik foglalták el a vidéket. Módszeresen végigpusztították a még romanizált városokat, majd a 7. század elejétől letelepedtek – a Dráva mentén avarok is, a többi részen főleg szlávok.
796-ban Nagy Károly fia, Pipin itáliai király vezetésével a frankok hadjáratot indítottak az Avar Birodalom ellen. Az avarok néhány év alatt összeomlottak és a frankok meghódították a régi Pannonia provincia területét. Pipin a provinciát a keresztény térítés szempontjából három részre osztotta. 803-ban Nagy Károly Regensburgban fogadta a meghódoló avarokat és pannoniai szlávokat, megerősítve a provinciának Pipin általi egyházi felosztását. A Rábától nyugatra eső területeket a Pannoniai őrgrófsághoz csatolta, térítés szempontjából a Passaui püspökség alá rendelte. Krajnát, valamint a Száva–Dráva közét, a későbbi Szlavóniai hercegség területét az Aquileiai patriarchátusra bízta. Végül a Rába–Duna–Dráva által körülzárt részt, a későbbi Alsó-pannoniai grófság területét a Salzburgi Érsekség kapta.
Az avarok ellen a frankok oldalán harcolt egy bizonyos Vojnomir, a horvát történetírás egy része róla feltételezte, hogy ő a szlavóniai szlávok fejedelme lehetett, de ezt forrás nem támasztja alá.
Az első forrásokkal alátámasztott helyi vezető a Sziszeken székelő Ljudevit (Liudewit[us]) volt, aki 819-ben fellázadt a frankok ellen. A frankok több hadjárat eredményeként 822-re kiszorították Szlavóniából Ljudevitet, akit 823-ban gyilkoltatott meg a dalmáciai sorabok (szerbek?) vezére. A horvát történetírásban elterjedt nézet, hogy Ljudevit a „pannoniai horvátok” fejedelme volt, de sem ekkor, sem később, egészen a 16. századig nincs nyoma annak, hogy a szlavóniai szlávoknak horvát öntudata lett volna. A dalmáciai horvátok fejedelme, Borna is kezdettől fogva harcolt Ljudevit ellen.
827-ben  – vagy 826-ban – Omurtag bolgár kán elfoglalta a Szerémséget és a Dráva–Száva közének keleti felét, amely területeket ekkor a timocsánok lakták, a nevüket a Timok folyóról nyerő szláv nép. A történészek többsége szerint 832-re a frankoknak sikerült a bolgárokat kiszorítania Szlavóniából, amit azután a 9. század végéig megtartottak. Sirmium már 820-ban a bolgárok uralma alá került, és a várost a 845. évi paderborni békeszerződés is a kezükön hagyta. Német Lajos 828 elején (a bolgár háborúk lezárulásával összefüggésben) átszervezte a Frank Birodalom délkeleti határvidékének közigazgatását. Ekkor jöttek létre a Rábáig terjedő Duna menti, az ettől délre fekvő savariai, és a délkeleti mosaburgi grófságok. Míg korábban a sisciai központú területet hívták Pannonia inferiornak, az új Alsó-Pannonia a Rába és a Dráva közötti terület lett.
A 833-ban a Nyitrai Fejedelemség éléről I. Mojmír és Rasztiszláv által elűzött Pribina előbb a frankokhoz, majd miután összekülönbözött Ratbod őrgróffal, a bolgárokhoz menekült a Szerémségbe. Innen hamarosan Ratimir sziszeki udvarába került, aki ekkor a bolgárok hűbérese volt. 838-ban Német Lajos bajor király parancsára Ratbod prefektus és pannoniai őrgróf hadjárattal megdöntötte Ratimir hatalmát.
869-ben II. Adorján pápa pannoniai püspökké és sirmiumi érsekké szentelte Metódot, a szlávok híres térítőjét. 870-ben a bolgárok azonban végleg a bizánci kereszténység mellett döntöttek, ezért Metód nem foglalhatta el székhelyét Sirmiumban, valószínűleg Alsó-Pannonia területén, Mosaburgban tartózkodott helyette sokat, illetve a korban szokásos térítő, utazó püspök volt. Miután Szlavónia is Metód területéhez tartozott, ezért VIII. János pápa a pannóniai püspökség 873-as helyreállítása után értesítette Mutimirt, Szlavónia ekkori duxát, hogy egyházi ügyekben engedelmességgel tartozik Metódnak.
Braszlav területe Szlavónián túl kiterjedt a korábban Pribina és Kocel által vezetett, Mosaburg központú Alsó-pannoniai grófságra is, azaz Arnulf megbízásából ő védelmezte egész Pannoniát Szvatopluk Morva Fejedelemsége ellen. 892-ben a frank sereg vezére volt, ő építtette a morvák ellen a pozsonyi várhegyen a róla elnevezett erődöt, amivel Pozsony szláv névadója is lett (Braslavespurch, újkori téves olvasattal Bratislava).

## A szlavóniai vezetők listája
| Név              | Hivatalban volt | Megjegyzés                                                                          |
| ---------------- | --------------- | ----------------------------------------------------------------------------------- |
| Vojnomir (†810)  | 792 körül       | Erik friauli herceg hadvezére                                                       |
| Ljudevit (†823?) | 818 előtt – 822 | Ljudevit Posavski                                                                   |
| Ratimir (†843?)  | 827? – 838      | előbb a frankok, majd a bolgárok hűbérese                                           |
| Mutimir          | ? – 873 után    |                                                                                     |
| Braszlav         | 884 – 900       | Siscia és Mosaburg utolsó kormányzója, valószínűleg a magyarokkal harcolva esett el |